# Natuurpark Bardenas Reales

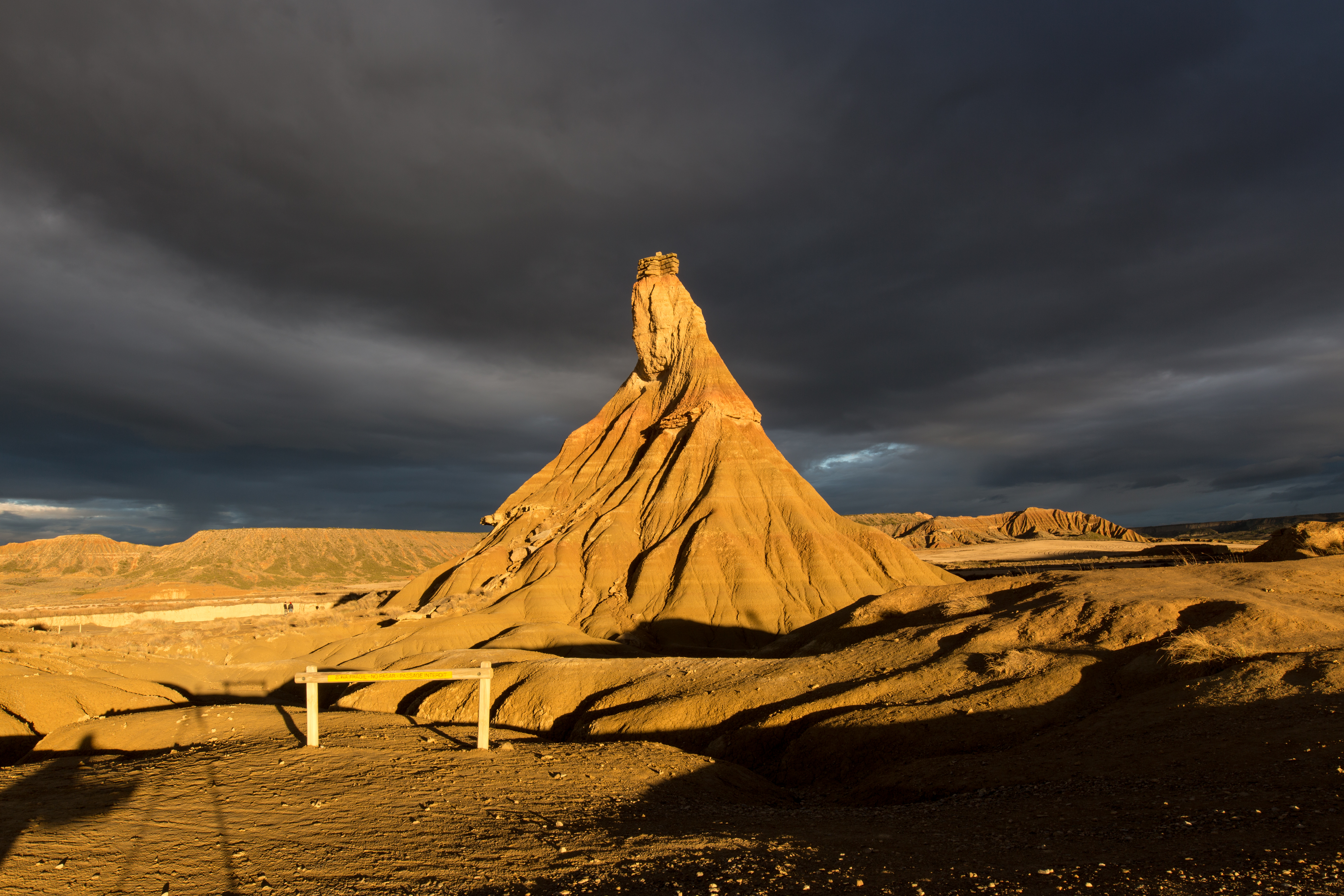

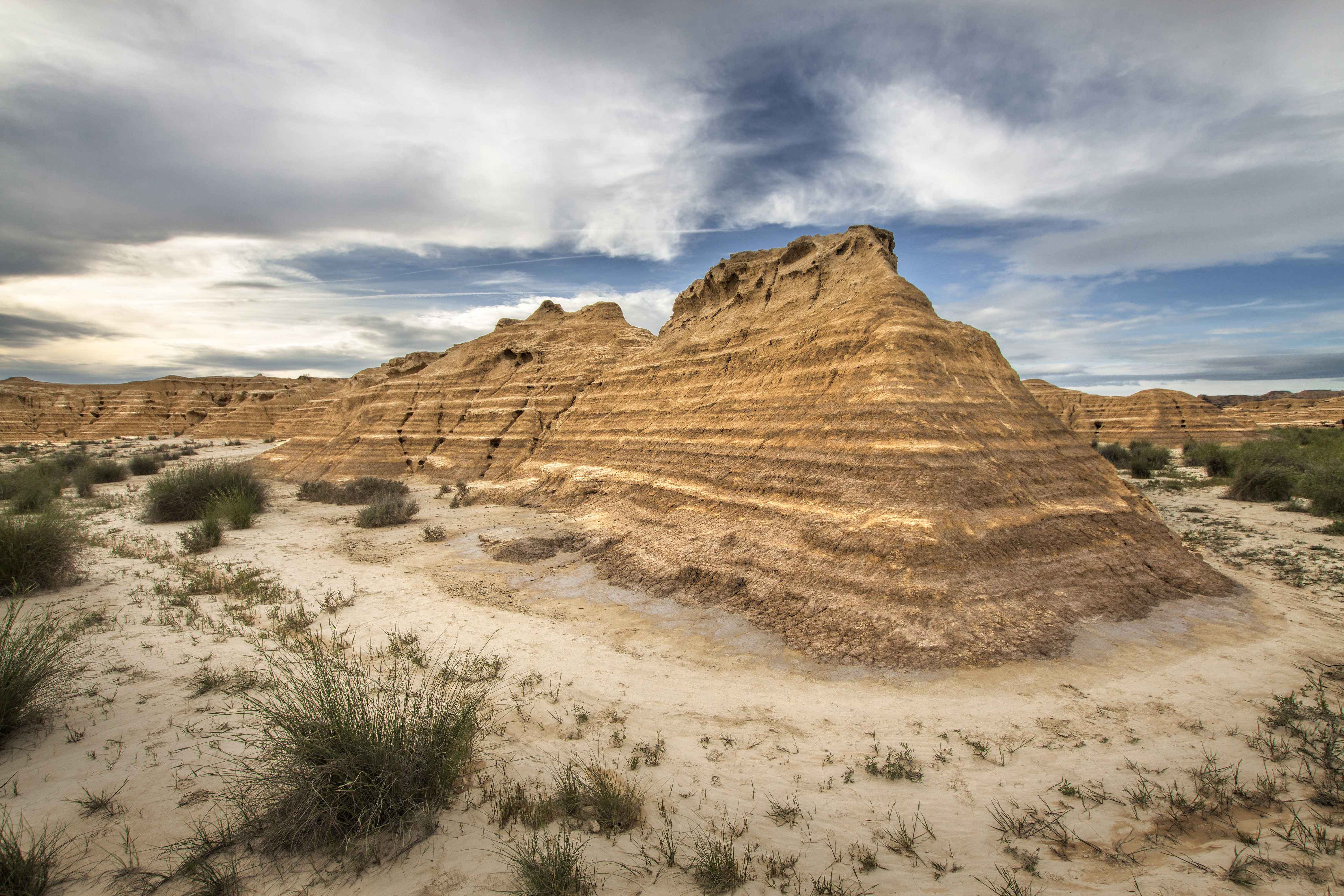

Het Natuurpark Bardenas Reales (Spaans: Parque natural de las Bardenas Reales/Baskisch: Parke Naturala Errege Bardea) is een natuurpark in Navarra in Spanje. Het natuurpark werd opgericht in 1999 en is 39 274 hectare groot. Het natuurpark omvat rotsformaties uit klei en gips in een droog woestijnachtig landschap. Het park is erkend als Unesco-biosfeerreservaat.